# Kay Bailey Hutchison
Kathryn Ann Bailey, coniugata Hutchison, detta Kay (Galveston, 22 luglio 1943), è una politica statunitense, rappresentante permanente degli Stati Uniti presso la NATO dal 2017 al 2021 e in precedenza senatrice per lo stato del Texas dal 1993 al 2013.

## Biografia
Nata e cresciuta in Texas, dopo il divorzio dal primo marito Kay Bailey sposò Ray Hutchison e ne assunse il cognome.
A ventinove anni la Hutchison venne eletta come repubblicana all'interno della legislatura statale del Texas e vi rimase quattro anni. Successivamente ebbe altri impieghi nella politica statale, tra cui quello di Tesoriere di stato.
Nel 1993 approdò al Senato attraverso un'elezione speciale e fu riconfermata nel 1994, nel 2000 e nel 2006. Nel 2001 fu classificata come la trentesima donna americana più potente dal Ladies' Home Journal. Nel 2010 la Hutchison si candidò a governatore contro il compagno di partito in carica Rick Perry, che però la sconfisse nelle primarie. Due anni dopo la Hutchison annunciò la propria volontà di non chiedere un altro mandato al Senato e si ritirò a vita privata.
Nel 2017 fu nominata Rappresentante permanente degli Stati Uniti presso la NATO dal Presidente Donald Trump e si insediò dopo essere stata confermata dal Senato.
Politicamente, si è schierata a favore dell'aborto e delle classi monogenere.